# Galina Tsareva
Pour les articles homonymes, voir Tsareva.
Galina Gueorguievna Tsareva (en russe : Галина Георгиевна Царева) née le 19 avril 1950, originaire de Leningrad (Saint-Pétersbourg) est une coureuse cycliste sur piste soviétique.

## Une championne route et piste
Spécialiste de la vitesse, elle a été six fois championne du monde de cette discipline à 10 ans d'intervalle. Elle a terminé au total à 8 reprises sur le podium des championnats du monde de vitesse (6 or, 1 argent, 1 bronze). Galina Tsareva a été détentrice de près de vingt records mondiaux. En URSS elle a cumulé les victoires dans les championnats sur piste avec des titres individuels sur route. Ainsi sur route elle a remporté 6 fois le championnat individuel entre 1972 et 1981

## Vie de famille
Elle est mariée à Alexandre Kuznetsov, ancien entraineur de l'équipe soviétique qui a emmené vers le succès six champions du monde et olympiques, aujourd'hui entraineur de l'équipe sur piste du Lokomotiv. Ils ont eu trois enfants : Svetlana Kuznetsova qui pratique le tennis au haut niveau, ainsi que Nikolai et Alexei Kuznetsov, deux coureurs cyclistes. Nikolaï a notamment remporté la médaille d'argent aux Jeux olympiques d'été de 1996 à Atlanta en poursuite par équipes.

## Palmarès sur piste

### Championnats du monde de vitesse
- Anvers 1969
  -  Médaillée d'or
- Leicester 1970
  -  Médaillée d'or
- Varèse 1971
  -  Médaillée d'or
- Montréal 1974
  -  Médaillée de bronze
- San Cristobal 1977
  -  Médaillée d'or
- Munich 1978
  -  Médaillée d'or
- Amsterdam 1979
  -  Médaillée d'or
- Besançon 1980
  -  Médaillée d'argent

### Championnats d'Union soviétique
- Championne d'Union soviétique de vitesse (10) : en 1969, 1971, 1974, 1975, 1976, 1977, 1978, 1979, 1980, 1982 et 1987
- Championne d'Union soviétique du 500 mètres contre-la-montre (3) : en 1971, 1972, 1976

### Grand Prix
- Grand Prix de Paris : 1989 (3e en 1987)

## Palmarès sur route
- 1972
  -  Championne d'URSS sur route
- 1975
  -  Championne d'URSS sur route
- 1976
  -  Championne d'URSS sur route
- 1977
  -  Championne d'URSS sur route
- 1978
  -  Championne d'URSS sur route
  - 8e du championnat du monde sur route féminin
- 1981
  -  Championne d'URSS sur route
  - 4e du championnat du monde sur route féminin